# Scopiblepta albicosta
Scopiblepta albicosta är en fjärilsart som beskrevs av George Francis Hampson. Scopiblepta albicosta ingår i släktet Scopiblepta och familjen nattflyn. Inga underarter finns listade.